# Advertainment
Advertainment (o fiction pubblicitaria) è un termine composto dalle parole "advertising" (pubblicità) ed "entertainment" (intrattenimento).
Compare per la prima volta nel 1999 in un saggio di Patrizia Musso, docente universitaria, esperta di marca e di pubblicità.
La pratica dell'advertainment riprende gli schemi narrativi tipici della fiction televisiva: attraverso una serie di spot successivi, viene raccontata una storia a puntate, che di volta in volta arricchisce di dettagli la trama e, allo stesso tempo, presenta un nuovo prodotto.
Risulta quindi una soluzione molto utilizzata per poter dare aggiornamenti continui sui vari servizi di telefonia cellulare, senza annoiare gli spettatori.
Il primo esempio di advertaiment è uno spot realizzato dall'agenzia pubblicitaria Lowe per i grandi magazzini inglesi Tesco; il primo esempio italiano, invece, è rappresentato dagli spot Telecom "Una telefonata allunga la vita" (1993) con Massimo Lopez, che di puntata in puntata riusciva sempre a rimandare la propria fucilazione avendo chiesto come ultimo desiderio di poter fare una telefonata. 

## Alcuni esempi
Secondo le pubblicazioni del settore, i primi esempi di advertainment riguardano gestori di telefonia mobile, che trovarono questo formato adatto per proporre nuovi piani tariffari, sempre all'interno della stessa cornice narrativa:
- Omnitel - spy story con Megan Gale, 1999.
- TIM - Barca a vela (con le tre veliste Gaia, Petra e Cristiana), 2000.
- TIM - L'Isola che non c'è, 2001.
- Vodafone - 00 Summer con Silvio Muccino e Laura Chiatti, 2006.
- Vodafone - missioni degli agenti speciali Francesco Totti e Gennaro Gattuso, 2006.
- Vodafone - vicende famigliari della coppia Totti-Blasi, 2006.
- TIM - avventure tragicomiche di Christian De Sica e Belén Rodríguez, 2009.